# PHF23
PHF23 (англ. PHD finger protein 23) – білок, який кодується однойменним геном, розташованим у людей на 17-й хромосомі. Довжина поліпептидного ланцюга білка становить 403 амінокислот, а молекулярна маса — 43 818.
| 10         |  | 20         |  | 30         |  | 40         |  | 50         |
| ---------- |  | ---------- |  | ---------- |  | ---------- |  | ---------- |
| MLEAMAEPSP |  | EDPPPTLKPE |  | TQPPEKRRRT |  | IEDFNKFCSF |  | VLAYAGYIPP |
| SKEESDWPAS |  | GSSSPLRGES |  | AADSDGWDSA |  | PSDLRTIQTF |  | VKKAKSSKRR |
| AAQAGPTQPG |  | PPRSTFSRLQ |  | APDSATLLEK |  | MKLKDSLFDL |  | DGPKVASPLS |
| PTSLTHTSRP |  | PAALTPVPLS |  | QGDLSHPPRK |  | KDRKNRKLGP |  | GAGAGFGVLR |
| RPRPTPGDGE |  | KRSRIKKSKK |  | RKLKKAERGD |  | RLPPPGPPQA |  | PPSDTDSEEE |
| EEEEEEEEEE |  | EMATVVGGEA |  | PVPVLPTPPE |  | APRPPATVHP |  | EGVPPADSES |
| KEVGSTETSQ |  | DGDASSSEGE |  | MRVMDEDIMV |  | ESGDDSWDLI |  | TCYCRKPFAG |
| RPMIECSLCG |  | TWIHLSCAKI |  | KKTNVPDFFY |  | CQKCKELRPE |  | ARRLGGPPKS |
| GEP        |  |            |  |            |  |            |  |            |

A: Аланін

C: Цистеїн

D: Аспарагінова кислота

E: Глутамінова кислота

F: Фенілаланін

G: Гліцин

H: Гістидин

I: Ізолейцин

K: Лізин

L: Лейцин

M: Метіонін

N: Аспарагін

P: Пролін

Q: Глутамін

R: Аргінін

S: Серин

T: Треонін

V: Валін

W: Триптофан

Кодований геном білок за функцією належить до фосфопротеїнів. 
Задіяний у таких біологічних процесах, як убіквітинування білків, автофагія, ацетилювання, альтернативний сплайсинг. 
Білок має сайт для зв'язування з іонами металів, іоном цинку. 
Локалізований у цитоплазмі, ядрі.